# 久米宏
久米宏（日语：／ Kume Hiroshi，1944年7月14日—）是日本新聞主播、節目主持人。Office-two-one經紀公司所属的自由主播，原東京放送（TBS）主播。此外也是德國親善大使。
在主持朝日電視台新聞「NEWS STATION」期間，久米宏為當時的日本新聞播報風格產生極大影響。1996年1月份，其曾被法國的《新觀察家周刊》選為當時世界上最有影響力的50大名人之一。

## 外部連結
- 官方網站（日語）